# Proluta deflexa
Proluta deflexa är en fjärilsart som beskrevs av Saalmüller 1891. Proluta deflexa ingår i släktet Proluta och familjen nattflyn. Inga underarter finns listade i Catalogue of Life.